# 日本化学工業
日本化学工業株式会社（にほんかがくこうぎょう）は、東京都江東区に本社を置く化学メーカー。日本の無機化学の分野では首位級である。日本の十大発明家に選出された棚橋寅五郎に端を発する日本製錬株式会社と、渋沢栄一と大倉喜八郎に設立された日本化学工業株式会社が合併し、現在の企業体制となった。このため、旧大倉財閥の企業としても分類される。

## 沿革
- 1893年（明治26年）9月 - 棚橋寅五郎は東京麻布にてヨードカリの製造を行う「棚橋製薬所」を創業。
- 1908年 - 東京小松川に工場を建設。クロム塩の製造を開始。
- 1915年（大正4年）9月 - 株式会社に改組。社名を「日本製錬株式会社」とする。
- 1924年 - 福島県三春町に、黄リンや赤リンの製造を行う子会社「東洋電気工業株式会社」を設立。
- 1935年（昭和10年）12月 - 顔料・バリウム塩を製造する亀戸工場、燐製品を製造する郡山工場を持つ（旧）「日本化学工業株式会社」を合併。のちに亀戸工場は、日本化学工業株式会社の社名で再び独立させる。
- 1940年 - 福硫曹株式会社を買収。のちの西淀川工場となる、日本硫曹株式会社を設立。
- 1944年3月 - 日本化学工業株式会社を再び合併。日本製錬株式会社から日本化学工業株式会社に社名変更。
- 1949年5月 - 東京証券取引所に上場。
- 1950年4月 - 郡山工場に熔成燐肥製造設備を建設し、肥料部門に進出。同年、三春工場では農薬の製造を開始。
- 1953年1月 - 熔成燐肥の製造を行う村上工場を新設。
- 1969年4月 - 旭電化工業との共同出資により、鹿島臨海工業地帯に関東珪曹硝子株式会社を設立。
- 1970年4月 - リン酸の製造を行う愛知工場を新設。
- 1971年8月 - クロム塩の製造を行う徳山工場を建設。
- 1973年5月 - 同和鉱業との折半出資により、セラミックコンデンサーや塗料などの原料となるバリウム塩の製造を行う合弁会社バライト工業株式会社を設立。（2003年9月に解散[6]）
- 1985年12月 - 三井東圧化学、ラサ工業との共同出資により、協同燐酸有限会社を設立。
- 1992年 8月 - 富士化学との共同出資により、ケイ酸ナトリウムの製造を行う京葉ケミカル株式会社を設立。
- 1994年12月 - 亀戸工場を閉鎖。

## 主な製品
リン酸やホスフィン誘導体、リン酸エステルなどのリン化合物、ケイ酸ナトリウム、無水クロム酸、工業用バリウム化合物などを製造する。リン酸の製造においては、リン鉱石を原料とする湿式法を採る日本燐酸・セントラル硝子・東洋燐酸・東ソーに対し、日本化学工業ではラサ工業とともに黄リンを原料とした乾式法での製造を行う。2012年には、日本電工よりクロム塩事業を譲り受けた。
ホスフィン遷移金属錯体を用いた抗癌剤の研究を進めている。

## 六価クロム鉱さい問題
1973年（昭和48年）に東京都が日本化学から都営地下鉄用地及び市街地再開発用地として買収した江東区大島9丁目の小松川工場跡地で大量のクロム鉱さい埋め立てが判明した問題。東京都は日本化学に対し損害賠償を求めて提訴し、1986年（昭和61年）4月に和解が成立。江東区内には3ヵ所の処理地が設置され、2000年（平成12年）5月に処理は終了したが、今も東京都は同地区で定期的に大気中の粉じん等を測定し、周辺環境の状況把握を行っている。2013年（平成25年）にも処理地で六価クロムの滲出が発生した。

## 事業所
- 本社 - 〒136-8515 東京都江東区亀戸9-11-1北緯35度41分45.6秒 東経139度50分44.4秒
- 福島第一工場 - 〒963-8812 福島県郡山市松木町2-25北緯37度23分21.4秒 東経140度23分32.5秒
- 福島第二工場 - 〒963-7741 福島県田村郡三春町字天王前3北緯37度26分39秒 東経140度28分54秒
- 愛知工場 - 〒470-2513 愛知県知多郡武豊町字1号地17-1北緯34度50分25秒 東経136度55分32秒
- 徳山工場 - 〒745-0024 山口県周南市晴海町1-2北緯34度2分30秒 東経131度47分47秒

西淀川工場（大阪府大阪市西淀川区福町3丁目北緯34度42分0秒 東経135度26分40秒）は2011年3月に閉鎖され、跡地の再開発が計画されている。